# Stazione di Ferentino-Supino
Stazione di Ferentino-Supino vasútállomás Olaszországban, Ferentino településen.

## Vasútvonalak
Az állomást az alábbi vasútvonalak érintik:
- Róma–Cassino–Nápoly-vasútvonal

## Kapcsolódó állomások
A vasútállomáshoz az alábbi állomások vannak a legközelebb:
- Stazione di Morolo
- Stazione di Frosinone